# مانوج پاهوا
مانوج پاهوا (انگلیسی: Manoj Pahwa) (زادهٔ ۸ دسامبر ۱۹۶۳) بازیگر هندی فیلم و تلویزیون است که به خاطر ایفای نقش باتیا در سریال کمدی دفتر اداره (Office Office) (۲۰۰۱) مورد توجه واقع شد. او به عنوان بازیگر در بیش از ۷۰ فیلم از قبیل هفت و نیم دور (۲۰۰۵)، راز سایروس (۲۰۰۵)، سینگ شاه است (۲۰۰۸)، نترس ۲ (۲۰۱۲)، جولی ال‌ال‌بی (۲۰۱۳)، بگذار قلب بتپد (۲۰۱۵)، ملک (۲۰۱۸) و ماده ۱۵ (۲۰۱۹) بازی کرده‌است.

## فیلم‌شناسی
فیلم
- رؤیاهای من و تو (۱۹۹۶)
- حالا یا هیچ‌وقت (۱۹۹۶)
- حقیقت (۱۹۹۸)
- ریتم (۱۹۹۹)
- جنون (۲۰۰۰)
- هی رام (۲۰۰۰)
- بدون تو (۲۰۰۱)
- چیزی هست (۲۰۰۳)
- قبلاً شما را جایی دیده‌ام (۲۰۰۳)
- رقص (۲۰۰۴)
- مسافر (۲۰۰۴)
- هفت و نیم دور (۲۰۰۵)
- راز سایروس (۲۰۰۵)
- پس ببخشید (۲۰۰۶)
- ترسیدن ضروری است (۲۰۰۶)
- سلام عشق (۲۰۰۷)
- شادکامی (۲۰۰۷)
- یک دو سه (۲۰۰۸)
- سینگ شاه است (۲۰۰۸)
- سبک (۲۰۰۸)
- تحت تعقیب (۲۰۰۹)
- مزاحم نشو (۲۰۰۹)
- رؤیاهای لندن (۲۰۰۹)
- خانه شلوغ (۲۰۱۰)
- موسم (۲۰۱۱)
- آماده (۲۰۱۱)
- نترس ۲ (۲۰۱۲)
- جولی ال‌ال‌بی (۲۰۱۳)
- سینگ صاحب بزرگ (۲۰۱۳)
- یک و نیم بار وابسته به عشق (۲۰۱۴)
- من قهرمان تو هستم (۲۰۱۴)
- بگذار قلب بتپد (۲۰۱۵)
- دوقلوها ۲ (۲۰۱۷)
- عروسیم حتما بیایی (۲۰۱۷)
- عروسی دوستان (۲۰۱۸)
- ملک (۲۰۱۸)
- شادکامی مطلق (۲۰۱۹)
- دانش‌آموز سال ۲ (۲۰۱۹)
- دانش‌آموز سال ۲ (۲۰۱۹)
- ماده ۱۵ (۲۰۱۹)
- خانه شلوغ ۴ (۲۰۱۹)
- رقصنده خیابانی سه‌بعدی (۲۰۲۰)
- مراسم خاکسپاری رامپراساد (۲۰۲۱)
- میمی (۲۰۲۱)
- آنک (۲۰۲۲)
- میلی (۲۰۲۲)
- هیاهو (۲۰۲۳)
- خانواده بزرگ هندی (۲۰۲۳)